# Eritettix obscurus
Eritettix obscurus är en insektsart som först beskrevs av Scudder, S.H. 1878.  Eritettix obscurus ingår i släktet Eritettix och familjen gräshoppor. Inga underarter finns listade i Catalogue of Life.